# De profundis morpionibus
De profundis morpionibus est une chanson paillarde. Elle s'est d'abord intitulée La mort, l'apparition et les obsèques du capitaine Morpion, titre sous lequel elle a été publiée pour la première fois en 1864 par Auguste Poulet-Malassis, dans le Parnasse satyrique du XIXe siècle.

## Paroles
La version publiée en 1866 dans le Nouveau Parnasse satyrique du XIXe siècle comporte 13 couplets. Son texte, selon une note prudente, est seulement « attribué à Théophile Gautier » : celui-ci, qui présenta l'année suivante et pour la deuxième fois sa candidature à l'Académie française, avait à l'avance pris soin d'indiquer par lettre à Poulet-Malassis qu'il désavouerait tout texte signé de son nom publié dans ce recueil.
Malassis tiendra plus ou moins compte de cette promesse en republiant ce texte en 1873 dans un autre recueil, Poésies de Th. Gautier qui ne figureront pas dans ses œuvres.

## Musique
La musique est tirée d'une marche funèbre composée par Ernest Reyer pour les obsèques du maréchal Gérard.